# Вислав III
Вислав III (на немски: Wizlaw III, * 1265 ili 1268, † 8 ноември 1325) е последният славянски княз на Рюген от 1303 до 1325 г.

## Биография
Той е първият син на княз Вислав II (1240 – 1302) и съпругата му принцеса Агнес фон Брауншвайг-Люнебург († сл. 1302) от род Велфи, дъщеря на Ото I фон Брауншвайг, херцог на Брауншвайг-Люнебург, и Матилда от Бранденбург, дъщеря на Албрехт II, маркграф на Бранденбург от фамилията Аскани.
Като млад е намушкан с нож в катедралата на Рига и има дефект при ходенето. През 1302 г. Вислав не наследява баща си сам, а според желанието на баща му заедно с брат му Самбор (* ок. 1267, † 4 юни 1304). Двамата имат конфликти. След смъртта на брат му той управлява сам от 1304 до 1325 г.
Вислав е женен два пъти: преди 1305 г. за една Маргарета († ок. 1310), с която вероятно няма деца, и след нейната смърт за Агнес от род Линдо-Рупин. С Агнес той има дъщеря Еуфемия и син Яромар, който умира на ок. тринадесет години на 24 май 1325 г. преди баща си. Вислав умира от разбито сърце.
През 1325 г. след смъртта на единствения му син Яромар († 24 май 1325) княжеската фамилия от Рюген измира в главната си линия.
Вислав пише вероятно песни и е минезингер.